# Bill Jones (cầu thủ bóng đá, sinh năm 1924)
Bill Jones (1924-1995) là một cầu thủ bóng đá thi đấu ở vị trí tiền đạo ở Football League cho Manchester City và Chester.
Sau đó ông chơi ở bóng đá non-league, cho Witton Albion trước khi gia nhập Mossley mùa giải 1955-56, có 15 lần ra sân và ghi 2 bàn thắng.